# 汪子奎
汪子奎（1901年—1979年2月1日），字筱云，江蘇阜寧人，中華民國政治人物。曾擔任上海市長寧區區長、第一屆國民大會代表、光復大陸設計研究委員會委員。

## 生平
汪子奎出生於清光緒二十七年（1901年）。
畢業於江蘇省立揚州中學，結業於軍統局星子特訓班、廬山軍訓團、革命實踐研究院第二十五期。
1948年，當選行憲國民大會代表，後前往臺灣，受聘爲「光復大陸設計研究委員會」委員。1952年當選爲江蘇同鄉會理事兼總幹事。後創設多家公證公司。逝世於1979年2月1日。